# Josephine Hull
Marie Josephine Hull (født Sherwood) (født 3. januar 1877, død 12. marts 1957) var en amerikansk teater- og filmskuespiller. Hun havde en succesrig 50 år lang karriere på scenen og indspillede også flere af sine store roller på film. Hun vandt en Oscar for bedste kvindelige birolle for filmen Harvey, en rolle hun oprindeligt spillede på Broadway.

## Opvækst
Hull blev født den 3. januar 1877 i Newtonville, Massachusetts, som en del af søskendeflok på fire, hvis forældre var William H. Sherwood og Mary Elizabeth ("Minnie") Tewkesbury. Hun forsøgte senere at gøre sig yngre, end hun var. Hun gik på New England Conservatory of Music og Radcliffe College, begge i Boston-området.

## Karriere

### Teater
Hull fik sin scenedebut i 1905 efter nogle år som korpige. Hun blev gift med skuespilleren Shelley Hull (ældre bror til skuespilleren Henry Hull) i 1910. Efter sin mands død som ung trak hun midlertidigt tilbage indtil 1923, hvor hun vendte tilbage til skuespillet nu under sit giftenavn, Josephine Hull. Parret fik ingen børn.
Hun fik sin første store scenesucces i George Kellys Pulitzer-vindende Craigs Wife i 1926. Kelly skrev en rolle specielt til hende i sit næste skuespil, Daisy Mayme, som også blev opsat i 1926. Hun fortsatte med at arbejde på New York-teater op gennem 1920'erne. I 1930'erne og 1940'erne optrådte Hull i tre Broadway-succeser, som den flagrende matriark Penny Sycamore i  Du kan ikke tage det med dig (1936) som en morderisk gammel dame i Arsenik og gamle kniplinger (1941) og i Harvey (1944). Disse forestillinger spillede alle i meget lange perioder og beskæftigede Hull i ti år hendes karriere. Hendes sidste Broadway-forestilling, The Solid Gold Cadillac (1954-55), blev senere filmatiseret med den meget yngre Judy Holliday.

### Film
Hull indspillede blot seks film. Den første var en lille rolle i Clara Bow-filmen Frøken Hjerteknuser (1927, efterfulgt af The Bishop's Candlesticks i 1929. Det blev efterfulgt af to Fox-film, After Tomorrow og Et letsindigt pigebarn, begge fra 1932.
Hun gik glip af at overføre sin rolle i filmversionen af  Du kan ikke tage det med dig i 1938, da hun stadig spillede stykket på scenen. I stedet optrådte Spring Byington i filmatiserigen. Hull og Jean Adair spillede Brewster-søstrene i filmatiserigen af Arsenik og gamle kniplinger (med Cary Grant og Priscilla Lane), og Hull optrådte i filmatiserigen af Harvey, som hun vandt en Oscar for bedste kvindelige birolle for. Variety beskrev Hulls præstationer således: "Den lidt dumme tante, der ønsker at få Elwood indlagt, er enorm og er alle pengene værd."
Herefter indspillede Hull kun én film mere, The Lady from Texas (1951); hun optrådte endvidere i CBS' tv-opsætning af Arsenik og gamle kniplinger i 1949 med Ruth McDevitt, en skuespillerinde, som ofte efterfulgte Hull i hendes Broadway-roller, som sin søster.

## Død
Josephine Hull døde den 12. marts 1957 i alder af 80 af en hjerneblødning.

## Broadway
- The Bridge (4. september 1909 – oktober 1909, opført som Josephine Sherwood)
- The Law and the Man (20. december 1906 – februar 1907, opført som Josephine Sherwood) Rolle: Cosette (Vikar)
- Neighbors (26. december 1923 – januar 1924) Rolle: Fru Hicks
- Fata Morgana (3. marts 1924 – september 1924) Rolle: Georges mor
- Rosmersholm (5. maj 1925 – maj 1925) Rolle: Fru Helseth
- Craig's Wife (12. oktober 1925 – august 1926) Rolle: Fru Frazier
- Daisy Mayme (25. oktober 1926 – januar 1927) Rolle: Fru Olly Kipax
- The Wild Man of Borneo (13 september 1927 – september 1927) Rolle: Fru Marshall
- March Hares (2. april 1928 – april 1928) Rolle: Fru Janet Rodney
- The Beaux Stratagem (4 juni 1928 – juni 1928) Rolle: Tjener på the Inn
- Hotbed (8. november 1928 – november 1928) Rolle: Hattie
- Before You're 25 (16. april 1929 – maj 1929) Rolle: Cornelia Corbin
- Those We Love (19. februar 1930 – april 1930) Rolle: Evelyn
- Midnight (29. december 1930 – februar 1931) Rolle: Fru Weldon
- Unexpected Husband (2. juni 1931 – september 1931) Rolle: Fru Egbert Busty
- After Tomorrow (26. august 1931 – november 1931) Rolle: Fru Piper
- A Thousand Summers (24. maj 1932 – juli 1932) Rolle: Fru Thompson
- American Dream (21. februar 1933 – marts 1933) Rolle: Martha, fru Schuyler Hamilton
- A Divine Drudge (26. oktober 1933 – november 1933) Rolle: Frau Klapstuhl
- By Your Leave (24. januar 1934 – februar 1934) Rolle: Fru Gretchell
- On to Fortune (4. februar 1935 – februar 1935) Rolle: Frøken Hedda Sloan
- Seven Keys to Baldpate (27. maj 1935 – juni 1935) Rolle: Fru Quinby
- Night In the House (7. november 1935 – november 1935) Rolle: Lucy Amorest
- You Can't Take It with You (14. december 1936 – 3. december 1938) Rolle: Penelope Sycamore
- An International Incident (2. april 1940 – 13. april 1940) Rolle: Fru John Wurthering Blackett
- Arsenic and Old Lace (10. januar 1941 – 17. juni 1944) Rolle: Abby Brewster
- Harvey (1. november 1944 – 15. januar 1949) Rolle: Veta Louise Simmons
- Minnie and Mr. Williams (27. oktober 1948 – 30. oktober 1948) Rolle: Minnie
- The Golden State (25. november 1950 – 16. december 1950) Rolle: Fru Morenas
- Whistler's Grandmother (11. december 1952 – 3. januar 1953) Rolle: Kate
- The Solid Gold Cadillac (5. november 1953 – 12. februar 1955) Rolle: Fru Laura Partridge

## Broadway som instruktør
- Why Not? (25. december 1922 – april 1923, opført som Fru Shelley Hull)
- The Rivals (7. maj 1923 – maj 1923, opført som Fru Shelley Hull)
- The Habitual Husband (24. december 1924 – januar 1925)

## Filmografi
| År   | Film                        | Rolle                 | Priser                                                                                          |
| ---- | --------------------------- | --------------------- | ----------------------------------------------------------------------------------------------- |
| 1929 | The Bishop's Candlesticks   |                       |                                                                                                 |
| 1932 | Et letsindigt pigebarn      | Tante Cora            |                                                                                                 |
| 1932 | After Tomorrow              | Mrs. Piper            |                                                                                                 |
| 1944 | Arsenik og gamle kniplinger | Tante Abby Brewster   |                                                                                                 |
| 1950 | Harvey                      | Veta Louise Simmons   | Oscar for bedste kvindelige birolle Golden Globe Award for for bedste kvindelige birolle - Film |
| 1951 | The Lady from Texas         | Frøken Birdie Wheeler |                                                                                                 |

## Radiospil
| År   | Program                  | Episode                      |
| ---- | ------------------------ | ---------------------------- |
| 1952 | Theatre Guild on the Air | The Meanest Man in the World |